# Vicente Sodré
Vicente Sodré (c. 1465 – 30 aprile 1503) è stato un militare ed esploratore portoghese, cavaliere dell'Ordine del Cristo (Portogallo) e capitano della prima pattuglia navale portoghese permanente nell'Oceano Indiano. Era zio materno (quasi coetaneo) dell'esploratore portoghese Vasco da Gama.

## Biografia

### Origini

La croce dell'Ordine del Cristo (Portogallo).

Vicente Sodré era figlio di João Sodré (noto anche come João de Resende) e Isabel Serrão. I Sodré erano una famiglia ben collegata d'origine inglese che si dice discendesse da Frederick Sudley del Gloucestershire, giunto con Edmondo Plantageneto, I duca di York in Portogallo nel 1381 e successivamente stabilitovisi. Ipotizziamo la data di nascita di Vicente al 1465 perché nel 1480 ricevette la prima comunione, sacramento che a quel tempo veniva comminato ai quindicenni, a Sines. Vicente aveva un fratello, Brás Sodré, e una sorella maggiore, Isabel Sodré, che sposò Estêvão da Gama e fu madre di Vasco da Gama. Fatto curioso, i Gama erano legati Ordine di San Giacomo della Spada, rivale dell'Ordine del Cristo cui Sodré aderì.
Verso il 1470, Vicente Sodré entrò appunto al servizio di Dom Diogo, duca di Viseu, il gran maestro dell'Ordine del Cristo. La mossa fu certamente dettata da un astuto calcolo carrieristico. Dai tempi di Enrico il Navigatore, infatti, l'Ordine del Cristo, erede dell'Ordine dei Templari, s'era legato a doppio filo con la Corona nel complesso e lucroso processo che fece del Portogallo una delle nazioni preponderanti nella c.d. "Età delle scoperte". Sodré aderì egli stesso all'ordine, guadagnandosi il rango di Commendador titolare della commenda di Maninhos a Idanha intorno al 1493. Nel 1494, fu inviato dal nuovo gran maestro dell'ordine, Manuele duca di Beja, sull'isola di Madera, di proprietà dell'ordine, per controllare le riparazioni delle difese della città di Funchal, snodo commerciale di primissimo piano a quel tempo.
Quando Manuele di Beja salì al trono lusitano come Manuele I del Portogallo (1495), Vicente Sodré divenne cavaliere della famiglia reale. Intorno al 1501, Vicente succedette al suo potente parente Duarte Sodré come Alcaide-mor (governatore) di Tomar, grande cittadella templare e dimora spirituale dell'Ordine del Cristo.

### Spedizione in India (1502)
Nel 1501, la Seconda Armata d'India (Cabral, 1500) tornò a Lisbona e immediatamente iniziarono i preparativi per l'assemblaggio di una nuova Armada, la quarta, da inviare nel 1502, sempre sotto Cabral. Vicente Sodré fu nominato da Re Manuele primo Capitão-mor do Mar da Índia ("Capitano maggiore del Mar Indiano"), cioè comandante della prima pattuglia navale portoghese nell'Oceano Indiano. Sodré ricevette un regimento reale che l'incaricava di pattugliare e depredare le navi arabe alla foce del Mar Rosso.
La pattuglia di Vicente Sodré fu designata per andare in India come uno squadrone distinto della Quarta Armata d'India (Gama, 1502) e per rimanervi di pattuglia. Tuttavia, Sodré insistette che il suo regimento fosse indipendente, cioè che l'ammiraglio dell'Armada, Cabral, non avesse assolutamente alcuna autorità sul suo squadrone per la durata del viaggio. Re Manuele che già nutriva forti dubbi sulla competenza di Cabral acconsentì. Cabral trovò la condizione umiliante e declinò immediatamente il comando. Sodré contribuì così a garantire la nomina di suo nipote, Vasco da Gama, quale nuovo ammiraglio della spedizione. Nel nuovo regimento, Gama sarebbe rimasto al comando dello squadrone di Sodré solo fino all'India, dopodiché si sarebbe applicato il regimento separato dello zio.

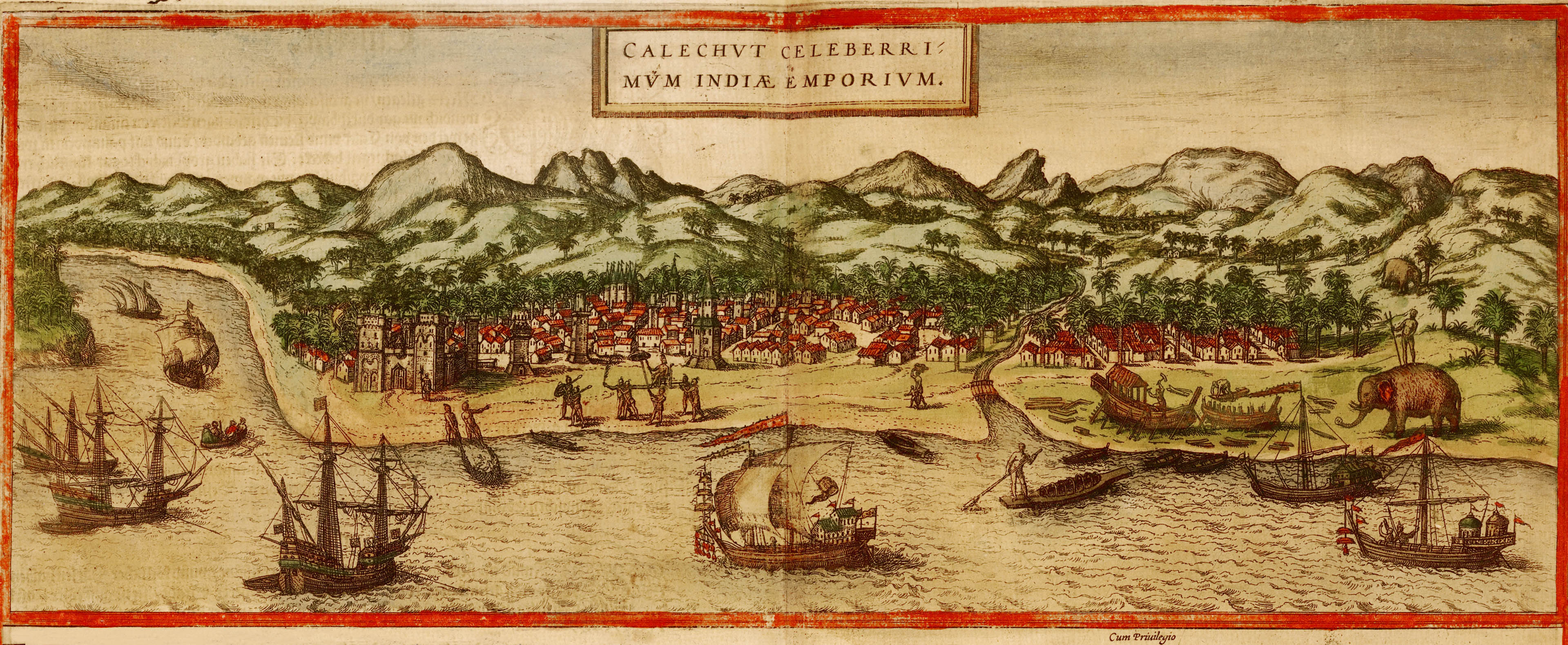
"Calicut" - ill. Braun da

La IV Armata salpò da Lisbona nel febbraio 1502 con Vicente Sodré al comando di uno squadrone di cinque navi. Dopo aver fatto scalo all'Isola di Mozambico ed aver guerreggiato contro la città-stato musulmana di Kilwa, la spedizione arrivò in India a settembre, impegnandosi in varie azioni lungo la costa del Malabar. Vicente Sodré è accreditato per aver salvato Vasco da Gama da un'imboscata nel porto di Calicut e ha assunto un ruolo di primo piano nella sconfitta della grande flotta dello Zamorin di Calicut nella battaglia navale avanti il porto della città nemica Calicut nel dicembre di quell'anno.
Vicente Sodré fu responsabile d'un famigerato incidente, riportato dal cronista Gaspar Correia, con un facoltoso e ben ammanicato mercante egiziano che stava per lasciare il porto di Cannanore senza pagarvi i dovuti dazi doganali. Sodré lo prese dalla sua barca e lo condusse alla dogana. Quando il mercante infastidito, dopo aver pagato il conto, mormorò una maledizione sul Kolathiri Raja di Cannanore, alleato dei portoghesi, Sodré l'afferrò e, in piena vista dei clienti ufficiali e della folla portuale, lo spogliò nudo, lo legò a un palo e lo fece bastonare. Il mercante era un grassone, così Sodré ordinò agli aguzzini di puntare i colpi contro il suo stomaco. Sodré ordinò poi che il mercante malconcio fosse legato e poi procedette a riempirgli la bocca di terra e pezzi di pancetta. Il mercante offrì a Sodré 10.000 pezzi d'oro per rinunciare a questa umiliazione finale ma il portoghese rifiutò. Il mercante, tornato a Il Cairo, avrebbe denunciato il suo maltrattamento alla corte del sultano mamelucco Qansuh al-Ghuri. Correia suggerisce che la testimonianza del mercante egiziano sia stata fondamentale per indurre il sultano a intraprendere azioni più attive contro i portoghesi nell'Oceano Indiano.

### Pattuglia dell'Oceano Indiano (1503)
Nel febbraio 1503, Vasco da Gama riportò l'Armada a Lisbona, lasciando Vicente Sodré al comando della pattuglia dell'Oceano Indiano. Verosimilmente si parla di 6 navi in tutto: 1. Vicente Sodré, 2. Bras Sodré, 3. Pêro de Ataíde, 4. Pero Rafael, 5. Diogo Pires, 6. Fernão Rodrigues Bardaças. Prima della partenza, Gama ordinò agli zii di mantenere la pattuglia vicino alla costa del Malabar, per proteggere le città alleate dei portoghesi di Kochi e Cannanore da eventuali attacchi vendicativi dello Zamorin di Calicut. Tuttavia, non appena Gama partì, Vicente Sodré invocò il suo regimento e ordinò alla pattuglia di lasciare l'India e seguirlo fino al Mar Rosso. I fattori portoghesi a Kochi e Cannanore protestarono, citando prove di imminenti preparativi per un attacco dello Zamorin. Diceva che due dei capitani di pattuglia si rifiutarono di accompagnarlo e rinunciarono ai comandi delle loro navi. Vicente Sodré ha respinto le voci e ha portato con sé la pattuglia.
Come previsto, nel marzo 1503, lo Zamorin di Calicut arrivò a Kochi con un esercito di 50.000 uomini, conquistò la città e la rase al suolo, mentre il fattore portoghese, con il re di Kochi, riparava nella vicina isola di Vypin ove resistette sino a quando, in agosto, arrivò la Quinta Armata d'India (Albuquerque, 1503). 
Durante l'assedio di Kochi, la pattuglia di Sodré non si vide! Era andato prima a nord, nel Gujarat, dove aveva catturato una grande nave mercantile al largo di Chaul. Poi navigò a ovest nel Golfo di Aden, alla foce del Mar Rosso, in cerca d'acque più pescose. Vicente Sodré catturò circa cinque navi mercantili arabe alla foce del Mar Rosso ma la spartizione del bottino provocò malumori tra gli equipaggi. I fratelli Sodré si misero a reclamare per sé la parte del leone del bottino, lasciando poco agli altri e addirittura alla Corona: Brás Sodré, in particolare, fu accusato di appropriazione indebita del "quinto" reale. Già scontenti di abbandonare i loro fratelli in India, i capitani di pattuglia litigarono con i Sodré e quasi si ammutinarono.
Intorno al 20 aprile 1503, la pattuglia si ancorò alle isole Khuriya Muriya, al largo della costa dell'Oman. Gli abitanti locali li avvertirono che si stava formando una tempesta stagionale e che avrebbero fatto meglio a spostare le loro navi in un rifugio più sicuro sul lato meridionale dell'isola. Quattro capitani di pattuglia spostarono le loro navi di conseguenza ma Vicente e Brás Sodré rifiutarono. Il litigio in corso per il bottino potrebbe essere stato un fattore in questa separazione. Come previsto dagli indigeni, la tempesta arrivò il 30 aprile e affondò le navi scoperte dei Sodré. In seguito, le quattro navi rimanenti della pattuglia dell'Oceano Indiano, ora sotto il comando di Pêro de Ataíde, decisero di tornare immediatamente in India.
Ataíde avrebbe in seguito (febbraio 1504) scritto una lettera al Re con un resoconto dei travagli della pattuglia dell'Oceano Indiano. Scusò le azioni di Vicente Sodré, dando la maggior parte della colpa ai cattivi consigli e alle decisioni del fratello Brás che viene dipinto come il "cattivo" della storia. Sebbene sia significativo che Ataíde, in quella stessa lettera, chiedesse al re di concedergli l'antica carica di Alcalde-mor di Tomar già di Vicente Sodré che non poté reclamare poiché morì poco dopo in Mozambico.
Ataíde scrisse che Vicente Sodré affondò e morì immediatamente nella tempesta a Khuriya Muriya mentre Brás Sodré sopravvisse al naufragio. Una volta a terra, Brás decise di incolpare i suoi piloti musulmani del naufragio e li giustiziò sul posto. Ataíde si astiene dal dire esattamente cosa è successo a Brás Sodré dopo, alludendo sibillinamente che "molte cose occorsero" prima della sua morte.

### Naufragio
Il sito del relitto delle navi di Vicente e Bras Sodré è stato scoperto per la prima volta appena al largo della costa nord-orientale dell'isola di Al Hallaniyah, Oman, nel maggio 1998 da un team di due persone della Blue Water Recoveries Ltd (BWR); la posizione si basava sull'analisi dei documenti storici della società. Nello stesso anno, una squadra più numerosa di BWR, tra cui un archeologo nautico a contratto dal Portogallo, ha condotto un'indagine di ricognizione della baia e del sito del relitto. Hanno recuperato una serie di manufatti coerenti con un naufragio dell'inizio del XVI secolo, tra cui pallini di ferro ricoperti di piombo, palle di cannone di pietra di varie dimensioni e un piombo sonoro. Le spedizioni sono state condotte sotto un permesso del governo dell'Oman. Non sono state condotte ulteriori indagini sul sito, principalmente a causa della notevole complessità e del costo di sostenere uno scavo archeologico completo in questa località remota. Queste sfide sono state affrontate nel 2013 da David L. Mearns, proprietario e direttore di BWR, ed è stato stipulato un accordo con il Ministero del patrimonio e della cultura dell'Oman (MHC) per condurre e co-gestire insieme il progetto. L'MHC è l'ente governativo ufficiale responsabile della protezione del patrimonio culturale sottomarino dell'Oman, e questo è stato il primo scavo archeologico collaborativo di un relitto storico nelle acque dell'Oman. Ulteriori finanziamenti e supporto sono stati forniti dal National Geographic's Expeditions Council e dall'organizzazione no-profit Waitt Institute. Nel 2013, 2014 e 2015. L'archeologia subacquea è stata diretta da Dave Parham, professore associato di archeologia marittima alla Bournemouth University, mentre il dottor Bruno Frohlich, scienziato emerito della Smithsonian Institution, ha condotto le indagini su possibili siti di sepoltura. Durante le tre stagioni sul campo, le squadre di spedizione da 12 a 18 hanno trascorso un totale di 50 giorni di lavoro sul posto e hanno accumulato 1.079 ore sott'acqua. Più di 2.800 reperti sono stati recuperati dal sito, tra cui una campana di nave con data 1498, un importante disco in lega di rame contrassegnato con lo stemma reale del Portogallo e l' "esfera armilar" (sfera armillare) - un emblema personale del re Manuele I, e una moneta d'argento estremamente rara conosciuta come "INDIO", coniata per la prima volta nel 1499 dai portoghesi appositamente per il commercio con l'India. Il disco è stato successivamente confermato essere un astrolabio per marinai unico e raro che è stato chiamato "Astrolabio Sodré". Gli oggetti recuperati includevano anche una grande quantità di ordinanze (pietra, ferro e pallini di piombo e 19 camere di culatta in lega di rame). Sottolineano la missione militare dello squadrone Sodré. Il 15 marzo 2016, l'MHC ha annunciato ufficialmente la scoperta del sito del relitto in una conferenza stampa a Muscat e contemporaneamente ha pubblicato un rapporto di stampa provvisorio di Mearns, Parham e Frohlich sull'International Journal of Nautical Archaeology. È stato inoltre lanciato un sito web specifico per il progetto. L'articolo dell'IJNA, che si basa su approfonditi test scientifici degli oggetti recuperati e sui contributi di numerosi altri esperti, conclude anche che la probabile fonte del rimanente relitto non recuperato proviene dalla nave "Esmeralda" di Vicente Sodré.

## Discendenza
Vicente Sodré ebbe due figli: João Sodré e un figlio naturale, Fernão Sodré, nato dalla non sposata Isabel Fernandes, che fu legittimato da una lettera speciale del re e continuò ad avere una carriera di rilievo come governatore di Hormuz. Simão Sodré, in seguito capitano delle Indie, era l'unico figlio di Brás Sodré.

## Reputazione
Nonostante gli sforzi di Ataíde per un trattamento gentile, i cronisti portoghesi del XVI secolo hanno solitamente presentato Vicente Sodré in una luce negativa, principalmente a causa del suo abbandono di Kochi all'assalto dello Zamorin di Calicut. L'avidità di bottino di Sodré è accusata d'esser quasi costata ai portoghesi la loro posizione in India e d'aver disonorato il loro nome davanti ai loro alleati indiani. Nella Battaglia di Kochi (1504), il nuovo capitano di pattuglia portoghese Duarte Pacheco Pereira ebbe difficoltà a persuadere gli indigeni che non li avrebbe abbandonati, come aveva fatto Sodré. Nel regimento di Re Manuele a Diogo Lopes de Sequeira nel 1508, il re stesso cita esplicitamente l'incuria di Vicente Sodré e il costo per la corona.
Il cronista Gaspar Correia forse va più lontano nella denigrazione, ritraendo Vicente Sodré come un tiranno brutale, avido e meschino. "Un uomo di forte condizione e avido di denaro, senza altra intenzione se non quella di arricchirsi" Correia cita il maltrattamento di Vicente Sodré di un mercante del Cairo ben collegato a Cannanore come la scintilla che scatenò l'assemblea di un egiziano guidato flotta per sloggiare i portoghesi dall'Oceano Indiano nel 1507.
Vicente Sodré è stato oggetto di un romanzo storico del 1894 di Manuel Pinheiro Chagas.
L'area di Lisbona nota come Cais do Sodré (lett.: Molo di Sodré) è spesso ritenuta, sia pur erroneamente, essere intitolata a Vicente Sodré. Teorie più plausibili indicano l'origine del toponimo in Vicente Sodré (da non confondere con il navigatore), Duarte Sodré Pereira e suo figlio, António Sodré Pereira Tibau, possidenti terrieri vissuti nel XVIII secolo e proprietari di vari edifici nella zona, costruiti in seguito al terremoto di Lisbona del 1755.

### Esplicative
1. ↑  Una lettera del 1503 di Diogo Fernandes Correia ed. in Cartas de Affonso de Albuquerque, p. 211 riporta la promessa di Vasco da Gama a Re di Kochi "che avrebbe lasciato Vicente Sodré a vigilare su quel porto e quella costa; dopo la sua [di Gama] partenza, la costa fu abbandonata dalle nostre navi armate e il Re di Calicut giunse qui e fece ciò che voleva." ["que lhe leixaria aqui vicente Sodré para elle guardar este porto e costa; depois de sua yda, qua costa ficou despejada de nossas naos darmada, elRei de calecut veyo aqui e fez o que ja sabeis"]
2. ↑  

(portoghese)
«e dito loguo ally polo seu escrivam e mestre que taaes couzas naom eram asemtadas em livro de vosa senhoria afora outras muitas que elle tomava quando queria porque ninguem naom ousava de lhe ir a mão porque lhe seu irmao dava consentymento a tudo fazer»

(italiano)
«gli fu detto lì per lì dal vostro segretario che tali oggetti non erano ancora stati registrati nel libro di Vostra Signoria e mentre se ne impossessava nessuno ha osato fermare la sua mano perché suo fratello ha acconsentito a tutto ciò che ha fatto»
(Carta de Pero de Atayde a El-rei D. Manuel, Fevereiro 20, 1504 ed. in Cartas de Affonso de Albuquerque, pp. 262-263)
3. ↑  Correia, p. 343 "homem forte de condição, e cobiçoso por dinheiro, e nom ficava com outra tenção senão de enriquecer, e como homem que bem queria arrecadar vendia e arrecadava dinheiro das cousas que tomava."

### Bibliografiche
1. ↑  Subrahmanyam 1997, p. 61.
2. 1 2 3  (PT) Vicente Sodré, o 1º Capitão-mor do Mar da Índia (1465? - 1503), su sodre.blogs.sapo.pt.
3. ↑  (EN) Order of the Knights of Christ, in Catholic Encyclopedia, New York, Encyclopedia Press, 1913.
4. ↑  Correia, p. 307.
5. ↑  (FR) Clot A, L'Égypte des Mamelouks 1250-1517. L'empire des esclaves, Perrin, 2009,  pp. 236-237, ISBN 978-2-262-03045-2.
6. ↑  Góis, p. 98.
7. ↑  Castanheda, p. 134.
8. ↑  Osorio, pp. 226-227.
9. ↑  Carta de Pero de Atayde a El-rei D. Manuel, Fevereiro 20, 1504 ed. in Cartas de Affonso de Albuquerque, pp. 262-268.
10. ↑  Carta de Pero de Atayde a El-rei D. Manuel, Fevereiro 20, 1504 ed. in Cartas de Affonso de Albuquerque, p. 263.
11. ↑  Subrahmanyam 1997, p. 231.
12. 1 2  (EN) Mearns DL, Warnett JM e Williams MA, An Early Portuguese Mariner's Astrolabe from the Sodré Wreck-site, Al Hallaniyah, Oman, vol. 48, 2019, DOI:10.1111/1095-9270.12353.
13. ↑  (EN) Mearns DL, Parham D e Frohlich B, A Portuguese East Indiaman from the 1502–1503 Fleet of Vasco da Gama off Al Hallaniyah Island, Oman: an interim report, vol. 45, 2016.
14. ↑  (PT) Ligações familiares de Vasco da Gama pelo lado materno, su sodre.blogs.sapo.pt.
15. ↑  Subrahmanyam 1997, p. 234.
16. ↑  Júlio de Castilho, A Ribeira de Lisboa, 2ª Ed., vol IV, Câmara Municipal de Lisboa, 1943, pp. 219-220 e 235-236
17. ↑  Maria Júlia de Oliveira e Silva, Fidalgos-Mercadores no séc. XVIII - Duarte Sodré Pereira, Casa da Moeda, 1992, pp. 158

### Fonti
- (PT) João de Barros, Décadas da Ásia: Dos feitos, que os Portuguezes fizeram no descubrimento, e conquista, dos mares, e terras do Oriente, 1552-1559.
- (PT) Bulhão Pato RA (a cura di), Cartas de Affonso de Albuquerque, seguidas de documentos que as elucidam, Lisbona, Academia Real de Sciencias, 1898.
- (PT) Fernão Lopes de Castanheda, História do descobrimento e conquista da Índia pelos portugueses, 1833  [1551-1560].
- (PT) Gaspar Correia, Lendas da Índia, Lisbona, Academia Real das Sciencias, 1858-64  [1550].
- (PT) Damião de Góis, Crónica do Felicissimo Rei D. Manuel, 1566–67.
- Thomé Lopes, Navigatione verso l'Indie orientali scritta per Thomé Lopez, scrivano de una nave Portoghesa, in Giovanni Battista Ramusio (a cura di), Primo volume delle navigationi et viaggi nel qua si contine la descrittione dell'Africa, et del paese del Prete Ianni, on varii viaggi, dal mar Rosso a Calicut,& infin all'isole Molucche, dove nascono le Spetierie et la navigatione attorno il mondo, Venezia, 1550. trad. in (PT) Thomé Lopes, Navegação as Indias Orientaes, escrita em Portuguez por Thomé Lopes, traduzida da lingua Portugueza para a Italiana, e novamente do Italiano para o Portuguez, in Collecção de noticias para a historia e geografia das nações ultramarinas: que vivem nos dominios portuguezes, ou lhes são visinhas, vol. 2, Lisbona, Academia Real das Sciencias, 1812.
- (LA) Girolamo Osorio, De rebus Emmanuelis, traduzione di Gibbs J, Londra, Millar, 1752  [1586].

### Studi
- (PT) Castello-Branco TMS de, Na Rota da Pimenta, Lisbona, Presenza, 2006.
- (PT) Danvers FC, The Portuguese in India, being a history of the rise and decline of their eastern empire, Londra, Allen, 1894.
- (PT) Godinho VM, Os Descobrimentos ea economia mundial, 2.ª ed., Lisbona, Presença Editoriale, 1984  [1963].
- (EN) Lach DF, Asia in the Making of Europe: Vol. 1 – the century of discovery, University of Chicago Press, 1994  [1963].
- (EN) Logan W, Malabar Manual, rist., Nuova Delhi, Asian Education Services, 2004  [1887].
- (EN) Mathew KS, Indian Naval Encounters with the Portuguese: Strengths and weaknesses, in Kurup (a cura di), India's Naval Traditions, Nuova Delhi, Northern Book Centre, 1997.
- (PT) Pedroso SJ, Resumo historico ácerca da antiga India Portugueza, Lisbona, Castro Irmão, 1881.
- (PT) Quintella IdC, Annaes da Marinha Portugueza, vol. 2, Lisbona, Academia Real das Sciencias, 1839–40.
- (EN) Subrahmanyam S, The Career and Legend of Vasco da Gama, Cambridge University Press, 1997.
- (EN) Whiteway RS, The Rise of Portuguese Power in India, 1497-1550, Westminster, Constable, 1899.